# Капучини (Кјети)
Капучини (итал. Cappuccini) је насеље у Италији у округу Кјети, региону Абруцо.
Према процени из 2011. у насељу је живело 3 становника. Насеље се налази на надморској висини од 560 м.